# Флорешть-Стоєнешть
Флорешть-Стоєнешть, Флорешті-Стоєнешті (рум. Florești-Stoenești) — комуна у повіті Джурджу в Румунії. До складу комуни входять такі села (дані про населення за 2002 рік):
- Паланка (2712 осіб)
- Стоєнешть (1964 особи) — адміністративний центр комуни
- Флорешть (4167 осіб)

Комуна розташована на відстані 31 км на захід від Бухареста, 68 км на північ від Джурджу, 130 км на південь від Брашова.

## Населення
За даними перепису населення 2002 року у комуні проживали 8843 особи.
Національний склад населення комуни:
| Національність   | Кількість осіб | Відсоток |
| ---------------- | -------------- | -------- |
| румуни           | 8826           | 99,8%    |
| цигани           | 14             | 0,2%     |
| угорці           | 2              | < 0,1%   |
| росіяни-липовани | 1              | < 0,1%   |

Рідною мовою назвали:
| Мова      | Кількість осіб | Відсоток |
| --------- | -------------- | -------- |
| румунська | 8828           | 99,8%    |
| циганська | 13             | 0,1%     |
| угорська  | 2              | < 0,1%   |

Склад населення комуни за віросповіданням:
| Релігія                                       | Кількість осіб | Відсоток |
| --------------------------------------------- | -------------- | -------- |
| православні                                   | 8728           | 98,7%    |
| адвентисти                                    | 83             | 0,9%     |
| лютерани                                      | 13             | 0,1%     |
| бретрени                                      | 11             | 0,1%     |
| римо-католики                                 | 4              | < 0,1%   |
| лютерани (Синодально-пресвітеріанська церква) | 1              | < 0,1%   |

## Зовнішні посилання
- Дані про комуну Флорешть-Стоєнешть на сайті Ghidul Primăriilor